# Karma (film, 1986)
Pour les articles homonymes, voir Karma (homonymie).
Pour plus de détails, voir Fiche technique et Distribution.
Karma (कर्मा) est un film indien réalisé par Subhash Ghai, sorti en 1986.

## Synopsis
Le BSO, un groupe armé pro-britannique veut prendre le contrôle de l'Inde. L'inspecteur Vishwa Pratap Singh tente d'arrêter son cher, le Dr. Dang.
Le film est inspiré par les mouvements sécessionistes des années 1980 en Inde.

## Fiche technique
- Titre : Karma
- Titre original : कर्मा
- Réalisation : Subhash Ghai
- Scénario : Sachin Bhowmick, Subhash Ghai et Kader Khan (dialogues)
- Musique : Laxmikant Shantaram Kudalkar et Pyarelal Ramprasad Sharma
- Photographie : Kamalakar Rao
- Montage : Waman B. Bhosle et Gurudutt Shirali
- Production : Subhash Ghai
- Société de production : Mukta Arts
- Pays :  Inde
- Genre : Action, aventure, drame et thriller
- Durée : 193 minutes
- Dates de sortie : 
  -  Inde : 8 août 1986

## Distribution
- Dilip Kumar : Vishwa Pratap Singh « Rana »
- Nutan : Mme. Singh
- Naseeruddin Shah : Khairuddin Kisti
- Jackie Shroff : Baiju Thakur
- Anil Kapoor : Johnny / Gyaneshwar
- Anupam Kher : Dr. Michael Dang
- Sridevi : Radha
- Poonam Dhillon : Tulsi
- Tom Alter : Rexson